# 장서 (촉한)
장서(蔣舒, ?~?)는 중국 삼국 시대 촉나라의 장수이다. 양평관(陽平關)을 공격해 온 위군을 맞아 싸우지 않고 항복하여, 장서가 싸우는 것으로 믿고 있던 부첨(傅僉)이 죽고 양평관이 위군의 손에 떨어지는 결정적인 계기를 만들었다.

## 생애
《자치통감(資治通鑑)》에는 장서가 본래 무흥독(武興督)이라는 벼슬을 하였으나 지위에 걸맞은 일을 하지 못해 끝내 해임당하고 양평관을 지키고 있던 부첨을 돕게 하자 이에 대해 한을 품었다고 기록하고 있다. 263년 9월 촉나라 정벌에 나선 종회(鍾會)가 호열(胡烈)을 보내어 양평관의 입구인 관구(關口)를 공격해 오자, 장서는 부첨에게 위군과 맞서 싸울 것을 주장하였다. 부첨이 찬성하지 않자, 장서는 자신이 나가 싸우고 부첨이 성을 지켜 각자의 생각대로 싸우자고 했다.
결국 장서의 의견이 받아들여져 군사를 이끌고 출진했으나, 음평(陰平)에서 호열이 거느린 위군과 마주치자 싸우지 않고 항복하였다. 부첨은 장서가 위군과 싸우고 있을 것으로만 믿고 별다른 방비태세를 갖추지 않았는데, 위나라 군사가 공격해 오자 죽기로 싸웠으나 전사하고 양평관도 위군의 수중에 떨어졌다.

## 《삼국지연의》에서의 장서
연의에서는 부첨과 함께 강유(姜維)에게 발탁되고 촉나라 경요(景耀) 원년(서기 258년)에 부첨과 같이 우장군(右將軍)에 임명되었으며, 그 외에도 강유가 북벌에 나섰을 때 대체로 부첨과 같이 나온다. 촉나라의 국정을 농단하던 황호(黃皓)의 미움을 산 강유가 답중(沓中)에 들어가면서 부첨과 함께 양평관을 지키도록 지시한 것으로 나와 있다. 사서의 기록과 반대로 장서가 성을 지키다 부첨을 받아들이지 않아 죽게 한 것으로 나왔으며, 부첨이 절개를 지켜 죽은 것을 찬양하고 저항없이 항복한 장서를 비판하는 시가 실려 있다.